# ECW World Heavyweight Championship
L'ECW World Heavyweight Championship és un campionat de lluita lliure professional de la marca ECW. Aquest campionat va ser reincorporat per Paul Heyman des del retorn de l'ECW.

## Campió Actual
Actualment no hi ha campió degut al tancament de la marca l'any 2010.

## Major Nombre de Regnats
- 5 Cops: The Sandman.
- 4 Cops: Shane Douglas.
- 2 Cops: Jimmy Snuka, Don Muraco, Sabu, Terry Funk, Raven, Tazz, Mike Awesome i Bobby Lashley.

## Llista de Campions
- Jimmy Snuka
- Johnny Hot Body
- Jimmy Snuka
- Don Muraco
- The Sandman
- Don Muraco
- Tito Santana
- Shane Douglas
- Sabu
- Terry Funk
- Shane Douglas
- The Sandman
- Mikey Whipwreck
- The Sandman
- Raven
- Terry Funk
- Sabu
- Shane Douglas
- Bam Bam Bigelow
- Shane Douglas
- Tazz
- Mike Awesome
- Masato Tanaka
- Mike Awesome
- Tazz
- Tommy Dreamer
- Justin Credible
- Jerry Lynn
- Steve Corino
- The Sandman
- Rhyno
- Campionat Retirat
- Rob Van Dam
- Big Show
- Bobby Lashley
- Mr. McMahon
- Bobby Lashley
- John Morrison
- CM Punk
- Chavo Guerrero
- Kane
- Mark Henry